# Seramtrast
Seramtrast (Geokichla joiceyi) är en fågel i familjen trastar inom ordningen tättingar.

## Utseende och läten
Seramtrasten är en rätt liten trast med en kroppslängd på 17 cm. Den är rostbrun på hjässa och nacke, på mantel, vingar och undersida mörkbrun, dock vitaktig på buken. På vingarna syns också breda vita spetsar på mellersta vingtäckarna. Den är lik burutrasten, men denna är rostbrun även på manteln och har vita spetsar även på större vingtäckarna. Fågeln är mestadels tystlåten, men kan avge tunna "tseep" som kontaktläte och i flykten "tsree-tsree".

## Utbredning och systematik
Fågeln förekommer i bergsskogar på medelhög höjd på Seram i södra Moluckerna. Vissa behandlar den som underart till burutrast (G. dumasi).

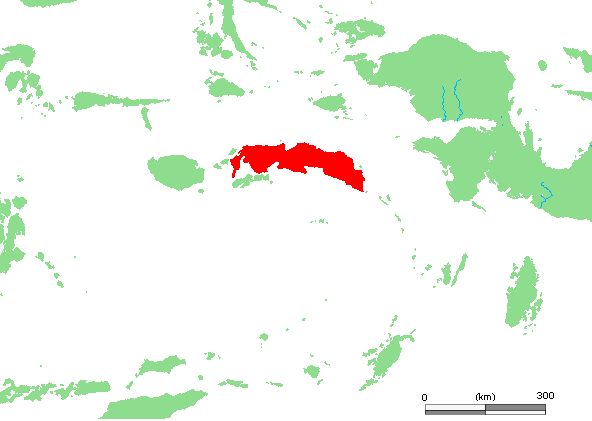
Fågeln förekommer endast på ön Seram i Moluckerna.

### Släktestillhörighet
Tidigare placerades arten i släktet Zoothera, men flera DNA-studier visar att seramtrast med släktingar står närmare bland andra trastarna i Turdus.

## Status och hot
Seramtrasten har en liten världspopulation bestående av uppskattningsvis endast 10 000–20 000 vuxna individer. Den tros också minska i antal till följd av fångst för vidare försäljning inom burfågelindustrin. Internationella naturvårdsunionen IUCN kategoriserar den som nära hotad.

## Namn
Fågelns vetenskapliga artnamn hedrar James John Joicey (född 1871), brittisk lepidopterist och sponsor av expeditioner för insamling av specimen.